# John M’Bumba
John Mickaëlm M’Bumba (* 29. April 1983 in Anderlecht, Belgien) ist ein französischer Boxer. Er war Gewinner einer Bronzemedaille bei der Amateurweltmeisterschaft 2007 im Schwergewicht.

## Werdegang
John M’Bumba wurde als Sohn afrikanischer Einwanderer im belgischen Anderlecht geboren. Noch im Kindesalter ging er mit seinen Eltern nach Frankreich und wurde nach mehreren Ortswechseln in Aubervilliers ansässig. Dort schloss er sich dem Boxclub Boxing Beats Aubervilliers an. Sein Trainer wurde Said Bennajem. John M’Bumba ist als Erwachsener 1,85 m groß und wiegt ca. 90 kg. Er boxt also im Schwergewicht. Er ist Angehöriger der französischen Armee, von der er bei seinen sportlichen Ambitionen unterstützt wird, und ist in Montlhéry stationiert.
Bei der französischen Meisterschaft 2005 erreichte John M’Bumba das Halbfinale, in dem er gegen Newfel Ouatah verlor. Er wurde aber vom französischen Boxverband noch im gleichen Jahr beim „Coupe des Nations“ in Bastia eingesetzt, wo er zunächst den Deutschen Konstantin Airich besiegte, aber im Endkampf gegen den kubanischen Spitzenboxer Ismaikel Pérez nach Punkten (16:24) geschlagen wurde. Er startete 2005 außerdem noch bei den „Jeux de la Francophonie“ in Niamey und belegte dort mit Siegen über Mohamed Homrami aus Tunesien (23:14) und Didier Bence aus Kanada (46:28) den ersten Platz.
Bei der französischen Meisterschaft 2006 erreichte M’Bumba erstmals das Finale im Schwergewicht, traf dort jedoch erneut auf Newfel Ouateh und verlor durch K. o. in der ersten Runde. Er kam trotzdem bei der Meisterschaft der Europäischen Union im ungarischen Pécs zum Einsatz und gewann diese Meisterschaft mit Punktsiegen über Daniel Price aus England (18:17), József Darmos aus Ungarn (38:23) und Łukasz Jarak aus Polen (38:21). Er war dann auch bei der Europameisterschaft 2006 in Plowdiw am Start. Dort siegte er in seinem ersten Kampf über Memnun Hadžić aus Bosnien-Herzegowina nach Punkten, unterlag aber im Achtelfinale gegen Wiktar Sujeu aus Belarus nach Punkten (26:37).
Im Jahre 2007 gelang es John M’Bumba mit einem klaren Punktsieg (33:7) über Newfel Ouateh erstmals französischer Meister zu werden. Er bewährte sich anschließend bei einem internationalen Turnier im spanischen Vigo, das er mit Siegen über Daniel Betti aus Italien (Abbruch dritte Runde), Alexander Powernow aus Deutschland (+18:18) und Rafael Lima aus Brasilien (30:21) gewann. Bei der Meisterschaft der Europäischen Union in Dublin konnte er allerdings seinen Titel aus dem Vorjahr nicht verteidigen, er unterlag im Viertelfinale gegen Clemente Russo aus Italien, der später in Chicago Weltmeister werden sollte, knapp nach Punkten (15:17).
Bei einem Turnier in Karlsruhe verlor er gegen Alexander Powernow durch Abbruch in der dritten Runde, siegte aber gegen Lukas Schulz aus Deutschland nach Punkten (28:18) und bezwang John Sweeney aus Irland durch Abbruch in der dritten Runde, womit er in diesem Turnier auf den zweiten Platz kam. Bei der Weltmeisterschaft 2007 in Chicago besiegte John M’Bumba den als große Box-Hoffnung geltenden Keith Tapia aus Puerto Rico klar nach Punkten (28:13). Er bezwang anschließend den EU-Meister von 2007 Helias Pavlidis aus Griechenland nach Punkten (21:14) und erreichte mit einem sicheren Punktsieg über den Rumänen Mihai Munteanu (33:13) das Halbfinale. In diesem unterlag er dem Russen Rachim Tschakchijew klar nach Punkten (9:21), gewann damit aber eine Bronzemedaille und qualifizierte sich damit für die Olympischen Spiele 2008 in Peking.
Im Mai 2008 belegte John M’Bumba in St. Quentin nach einer Niederlage im Halbfinale gegen Stefan Köber aus Deutschland den dritten Platz. Bei seiner Teilnahme an den Olympischen Spielen in Peking besiegte er den Kolumbianer Deivis Julio (11:5), schied dann aber im Viertelfinale erneut an Rachim Tschakchijew mit 9:18 Punkten und belegte somit einen fünften Platz.

## Internationale Erfolge
(OS = Olympische Spiele, WM = Weltmeisterschaft, EM = Europameisterschaft, S = Schwergewicht, bis 91 kg Körpergewicht)
- 2005, 2. Platz, Coupe des Nations in Bastia, S, hinter Ismaikel Pérez, Kuba;

- 2005, 1. Platz, Jeux Francophones in Niamey, S, vor Didier Bence, Kanada, und Mohamed Homrami, Tunesien;

- 2006, 1. Platz, EU-Meisterschaft in Pécs/Ungarn, S, vor Łukasz Jarak, Polen, und József Darmos, Ungarn;

- 2006, 9. Platz, EM in Plowdiw, S, Sieger: Denys Pojazyka, Ukraine, vor Roman Romantschuk, Russland;

- 2007, 1. Platz, Internationales Turnier in Vigo/Spanien, S, vor Rafael Lima, Brasilien, und Alexander Povernov, Deutschland;

- 2007, 5. Platz, EU-Meisterschaft in Dublin, S, Sieger: Helias Pavlidis, Griechenland, vor Clemente Russo, Italien;

- 2007, 2. Platz, Turnier in Karlsruhe, S, hinter Alexander Povernov;

- 2007, 3. Platz, WM in Chicago, S, hinter Clemente Russo und Rachim Tschakchijew, Russland, gemeinsam mit Nijati Yushun, China;

- 2008, 3. Platz, Internationales Turnier in St. Quentin, S, hinter Sebastian Köber, Deutschland und Abdelaziz Toulbini, Algerien

- 2008, 5. Platz, OS in Peking, S, Sieger: Rachim Tschakchijew, Russland, vor Clemente Russo, Italien

## Länderkämpfe
- 2005 in Lingolsheim, Frankreich gegen Deutschland, S, Punktsieger gegen Lukas Schulz,
- 2006 in Saint-Maur, Frankreich gegen Kuba, S, Punktsieger gegen Luis Pons,
- 2006 in Campbon, Frankreich gegen Kuba, S, Punktsieger gegen Max Roberto Muñoz,
- 2006 in Rueil-Malmaison, Frankreich gegen Kuba, S, Punktsieger gegen Max Roberto Muñoz,
- 2006 in Fréjus, Frankreich gegen Kuba, S, Abbruchsieger 2. Runde gegen Max Roberto Muñoz,
- 2006 in Laon, Frankreich gegen Rumänien, Punktsieger gegen Răzvan Cojanu,
- 2006 in Minsk, Belarus gegen Frankreich, Punktniederlage gegen Wiktar Sujeu